# Бангладешско-индийские отношения
Индийско-бангладешские отношения — двусторонние дипломатические отношения  между Индией и Бангладеш. Протяжённость государственной границы между странами составляет 4023 км.
Согласно опросу Института Гэллапа в 2010 году, население Бангладеш предпочитает лидерство Индии, чем США или Китая: 43 % выражает одобрение действиям индийского руководства, 29 % выражает неодобрение и 28 % бангладешцев остались неопределившимися.

## История
В ходе разделения Индии в 1947 году Бенгалия была разделена по религиозному признаку. Западная часть Бенгалии отошла Индии, а восточная часть была присоединена к Пакистану, в качестве провинции под названием Восточный Бенгал (позже переименована в Восточный Пакистан) со столицей в городе Дакка.
В 1970 году мощные циклоны обрушились на побережье Восточного Пакистана и стали причиной гибели свыше полумиллиона жителей. Центральное правительство Пакистана проявило посредственную реакцию при ликвидации последствий стихийного бедствия. Раздражение бенгальского населения, помимо «топорных» действий правительства после разрушительных циклонов, вызвала невозможность занять свой офис Шейхом Муджибур Рахманом, чья партия  Авами Лиг заняла большинство мест в Парламенте по итогам проведения выборов 1970 года. После провала переговоров, в ходе которых Президент Пакистана Яхья Хан пытался найти компромисс с Маджибуром Рахманом, 26 марта 1971 года был отдан приказ на арест последнего, и началась операция «Прожектор» по военному захвату территории Восточного Пакистана. Методы ведения войны со стороны армии Западного Пакистана были кровавыми и привели к большим человеческим жертвам. Основными мишенями стала интеллигенция и индусы Восточного Пакистана, и порядка десяти миллионов беженцев, пытавшихся найти убежище на территории Индии. Число погибших в ходе войны оценивается от трёхсот тысяч до трёх миллионов человек. Война за независимость продолжалась девять месяцев. Партизанские формирования Мукти-бахини и регулярные вооруженные силы Бангладеш во время ведения боевых действий получили поддержку от вооруженных сил Индии в декабре 1971 года. Альянс индийских и бангладешских войск Митро-бахини одержал победу над пакистанской армией 16 декабря 1971 года, в ходе которой в плен было взято свыше 90 000 солдат и офицеров..
В 2001 году между странами произошёл пограничный конфликт, в ходе которого погибли 19 человек.
В сентябре 2011 года Индия и Бангладеш подписали соглашение по демаркации границы, чтобы положить конец старым пограничным спорам. Индия также предоставила Коридор Тин Бингха для беспрепятственного доступа гражданам Бангладеш. Соглашение включало в себя обмен анклавами, включая переселение 51 000 человек, более 111 индийских анклавов переданы в Бангладеш и 51 анклав Бангладеш передан Индии.
9 октября 2011 года индийские и бангладешские войска участвовали в двухнедельных совместных военных учениях в Силхете.
С октября 2013 года Индия начала экспортировать в Бангладеш 500 мегаватт электроэнергии в день, контракт подписан на 35 лет.
С ноября 2013 года между странами начала проводиться пограничная церемония (по аналогии с Вагахом).